# نرگس درختی لوویس
نرگس درختی لوویس (نام علمی: Philadelphus lewisii) نام یک گونه از سرده نرگس درختی است.